# Цигайська вівця
Цигайська вівця — словацько-угорська молочно-м'ясо-шерстна порода овець. Її розводять в основному у Хорватії, Словенії, Словаччині, Угорщині, Чехії, Румунії, Сербії, Молдові, Албанії. Ця порода була представлена в Карпатському регіоні з XIII століття. Племінна книга ведеться з 1700 року.
Ріст у холці у баранів — 60-85 см, в овець — 53-78 см. Вага дорослих баранів 60-120 кг, овець — 45-80 кг. Основний колір білий з чорною або коричневою головою і ногами. Барани переважно рогаті, але бувають і комола, вівці всі комола. Вуха великі, дуже довгі й вислі. Хвіст довгий худий.
Вовна 46-56 якості, довжина 8-14 см, настриг з баранів 4-8,5 кг, з маток 3-4,5 кг. Вихід митої вовни 56-58%. Особливості вовни — пружність, міцність, невелика важкість. Овчину використовують для виготовлення хутряних виробів. Цигайські вівці скоростиглі, добре нагулюють і відгодовуються. Ця порода добре пристосована до цілорічного пасовищного утримання і до екстремальних кліматичних умов (гори, морози), також здатна робити перегони в сотні або тисячі кілометрів. При народженні баранчики важать 3,3-4,5 кг, ярочки 2,9-4 кг. Плодючість 120—180%. За 90-180 днів лактації вівці виробляють 48-180 л молока жирністю 5-8%, в день надій становить 0,7 л молока. Середньодобовий приріст ваги ягнят 230—280 р. Ягнята у віці 3-4 місяців важать 18-35 кг. Забійний вихід 60%. Середня тривалість життя 8 років.
1. 1 2 3 4  https://fao-dadis-breed-detail.firebaseapp.com/?country=Romania&specie=Sheep&breed=Tsigai
2. 1 2 3 4 5 6 7 8 9  Porter V., Alderson L., Hall S. J. G. et al. Mason's World Encyclopedia of Livestock Breeds and Breeding — 6 — CAB International, 2016. — P. 935–936. — 1107 p. — ISBN 978-1-84593-466-8
3. ↑  http://www.fao.org/3/a1250e/annexes/List%20of%20breeds%20documented%20in%20the%20Global%20Databank%20for%20Animal%20Genetic%20Resources/List_breeds.pdf